# Eli Rubenstein
Eli Rubenstein (ur. 1959) – znawca Holocaustu, zajmujący się edukacją w tej dziedzinie, pisarz i filmowiec. Obecnie przywódca religijny  Kongregacji Habonim w Toronto, jednej z synagog w Toronto założonej przez Ocalałych z Holocaustu. Jest także dyrektorem kanadyjskiego Marszu Żywych dyrektorem Centrum Edukacyjnego Międzynarodowego Marszu Żywych, dyrektorem Kanadyjskiego Marszu Pamięci i Nadziei,  oraz prezesem Stowarzyszenia Kanadyjskich Sympatyków Centrum Psów Przewodników Izraela.
Rubenstein był producentem i reżyserem wielu filmów opowiadających historie z czasów Holocaustu. Jest znany ze sztuki opowiadania w społeczności żydowskiej, członkiem zespołu organizującego „Because God Loves Stories” (Bo Bóg Kocha Opowieści”), część corocznego Festiwalu Sztuki Opowiadania w Toronto. Często pisuje dla Canadian Jewish News, a jego artykuły są publikowane także w National Post, Montreal Gazette oraz odczytywane w CBC radio, jak również w telewizji. Udzielił również wywiadu dla Gazety Wyborczej.

## Wczesne lata
Eli Rubenstein urodził się w Toronto. Jego rodzice to Esther z domu Greenblatt i Isadore Rubensteinowie. Ojciec, urodzony w Kanadzie, był synem polskich imigrantów z Tarłowa i Ożarowa. Matka urodziła się w Szatmárcseke, wiosce na wschodzie Węgier, lecz emigrowała z rodziną do Stanów Zjednoczonych w 1941 roku, tuż zanim nazistowskie Niemcy zamknęły granice. Jest kuzynem Specjalnego Przedstawiciela Stanów Zjednoczonych ds. Negocjacji Międzynarodowych i jednocześnie głównego doradcy prawnego Donalda Trumpa, Jasona Greenblatta, jak również kuzynem aktywisty antywojennego Roberta Greenblatta.

## Edukacja
Rubenstein uczęszczał do torontońskich szkół Eitz Chaim School oraz Yeshivas Ner Yisroel of Toronto, jak również do Yeshiva Telshe Yeshiva w Cleveland w USA i do Bais Hatalmud w Jerozolimie w Izraelu. Uzyskał dyplom z zakresu nauk humanistycznych Uniwersytetu York w Toronto, studiował też w Instytucie Jad Waszem w Jerozolimie, w Izraelu, na Uniwersytecie Judaizmu w Los Angeles, w Kalifornii, oraz w International Institute for Secular Humanistic Judaism w Farmington Hills, w Michigan, w USA.

## Kongregacja Habonim
Rubenstein pełni funkcję przywódcy religijnego Kongregacji Habonim w Toronto od 1988 roku, gdzie zastąpił rabina Allena Veanera, który z kolei był następcą rabina Reubena Slonima. To pierwsza synagoga w Kanadzie założona przez Ocalałych z Holocaustu. Rubenstein wraz z Esther Ghan Firestone założyli Młodzieżowy Chór Habonim, którego nagrania Lay Down Your Arms, Eli, Eli, Zog nit keyn mol i inne utwory zostały użyte w kilku filmach.
Zainicjował programy partnerskie z wieloma organizacjami, między innymi z Ve’ahavta (w ramach  dorocznego Sederu Paschalnego dla Bezdomnych), Centrum Edukacji o Holokauście Sary i Chaima Neubergerów, Free the Children, Konsulatem Polski, Marszem Żywych, Toronto Partnership Minyan i innymi organizacjami.

## Marsz Żywych

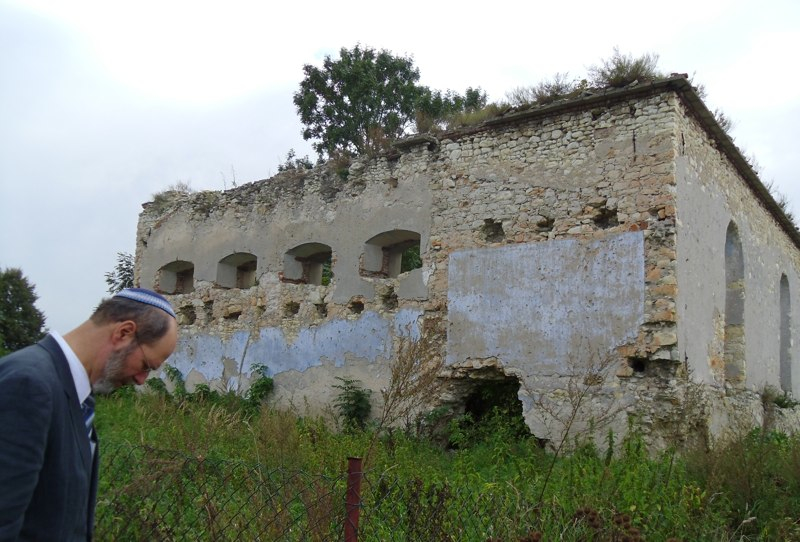
Eli Rubenstein przy ruinach synagogi w Tarłowie - 14 września 2011 roku

Eli Rubenstein jest związany z Marszem Żywych od momentu jego powstania w Kanadzie w roku 1988. To coroczny program edukacyjny, który gromadzi w Polsce i Izraelu tysiące młodych ludzi chcących uczcić Dzień Pamięci o Ofiarach Holokaustu i Dzień Niepodległości Izraela. Został krajowym dyrektorem Marszu w 1989 roku i wybrał się w swoją pierwszą podróż w marcu 1990 roku, gdzie po raz pierwszy spotkał się z Eliem Wieselem.
Wiesel zajmuje poczesne miejsce w publikacjach Rubensteina, który wyprodukował też muzykę do specjalnego programu telewizyjnego relacjonującego powrót Eliego Wiesela do Auschwitz z udziałem Oprah Winfrey.
W kwietniu 2017 roku Elisha Wiesel, jedyny syn Eliego Wiesela, przyjął zaproszenie Eliego Rubensteina i wziął udział w Marszu Żywych, podczas którego zapalił pochodnię ku czci swojego ojca i wygłosił mowę do około 10.000 uczestników. „To przypomnienie dla każdego i każdej z nas, że jesteśmy następnym pokoleniem. Wszyscy musimy przejąć pochodnię”, skomentował Rubenstein w artykule dla New York Times, który został opublikowany po tym wydarzeniu.
Od lat z Toronto przyjeżdża na Marsz Żywych największa lokalna delegacja, a Kanada znajduje się wśród krajów z najliczniejszymi delegacjami narodowymi. Obecnie Eli Rubenstein pełni także funkcję dyrektora ds. edukacji Międzynarodowego Marszu Żywych.

## Marsz Pamięci i Nadziei
W 2001 roku Rubenstein, wraz ze współpracującymi z nim dr. Davidem Machlisem i Carlą Wittes, stworzył Marsz Pamięci i Nadziei (MRH), program przeznaczony dla studentów wszystkich wyznań i o wielorakim pochodzeniu. Program odbywa się co roku w połowie maja i obejmuje dwudniową podróż przez Niemcy, a następnie pięciodniową wizytę w Polsce.

## Działalność międzywyznaniowa i międzykulturowa
Eli Rubenstein pracuje od lat nad tworzeniem relacji różnych grup w Kanadzie i za granicą. Program Marsz Pamięci i Nadziei, którego jest współzałożycielem, skupia kanadyjskich studentów o różnym pochodzeniu – członków kanadyjskiej ludności rdzennej, chrześcijan, muzułmanów, hinduistów, buddystów, bahaitów, żydów i innych - studiujących korzenie nienawiści i uprzedzeń podczas podróży do miejsc Holocaustu w Niemczech i Polsce. Grupom towarzyszą Ocaleli z Holocaustu i osoby, które przeżyły inne ludobójstwa, w tym studenci, którzy ocaleli z ludobójstw w Rwandzie i Darfurze.
Rubenstein jest także rzecznikiem ujawniania historycznej niesprawiedliwości, której ofiarą padła kanadyjska ludność rdzenna. Badał historię życia wodza Rodneya Monague'a z Christian Island oraz jego doświadczenia z kanadyjskiej szkoły z internatem. Wraz z Ve’ahavtą Rubenstein zorganizował wieczór ku czci wodza Monague'a upamiętniając trudy jego ludu na Christian Island (wyspie kanadyjskiej ludności rdzennej nad Georgian Bay, gdzie Rubenstein spędza wakacje) oraz przezwyciężanie traumatycznych przeżyć z wczesnych lat życia. Reprezentując radę Stowarzyszenia Osadników Christian Island, zachęcał młodych członków ludności rdzennej by byli dumni ze swojego dziedzictwa kulturowego.
W dziedzinie edukacji na temat Holocaustu, Rubenstein optuje za pozytywnymi relacjami między Polską a Żydami polskiego pochodzenia, podkreślając 1000 lat historii Żydów w Polsce, będąc pionierem dialogu polsko-żydowskiego na Marszu Żywych, a także czyniąc wysiłki by uznawano heroiczne czyny Sprawiedliwych Wśród Narodów Świata, szczególnie tych polskiego pochodzenia.
Jako uczestnik dorocznego Tygodnia Edukacji nt. Holocaustu, wygłaszał prezentacje w ramach licznych międzywyznaniowych programów, w tym kierowane do Ormiańskiego Kościoła Świętej Trójcy i Kościoła Luterańskiego św. Anzara w Toronto.

## Sprawa OISE
W lipcu 2010 roku, Jennifer Peto, studentka Instytutu Badań Pedagogicznych Ontario [OISE] Uniwersytetu w Toronto złożyła pracę magisterską pod tytułem „Wiktymizacja możnych tego świata: biali Żydzi, syjonizm i rasizm hegemonicznej edukacji o Holokauście” („The Victimhood of the Powerful: White Jews, Zionism and the Racism of Hegemonic Holocaust Education”). Peto wysnuła tezę, że dwa z programów Rubensteina - Marsz Żywych oraz Marsz Pamięci i Nadziei - są narzędziami 'syjonistycznej propagandy'.
Peto utrzymywała, że oba programy, wraz z kanadyjską społecznością Żydów, wykorzystują Holocaust, by odwrócić uwagę od żydowskich przywilejów i różnych nieuczciwych działań, włączając w to żydowsko-kanadyjską odpowiedzialność za ludobójstwo rdzennych ludów, promocję poczucia wiktymizacji, która marginalizuje doświadczenia kolorowych uczestników, próbując zatuszować działania „rasistowskiego i imperialistycznego Izraela” i dalsze wzmacnianie przywilejów białych Żydów na Zachodzie.
Peto była powszechnie krytykowana za swoją pracę, między innymi ze względu na nieprzeprowadzenie wywiadów z żadnym z pracowników, studentów, Ocalałych czy opiekunów zaangażowanych w oba programy i opierała swoje wnioski w całości na badaniach internetowych. OISE był także krytykowany za zaniżone standardy akademickie, skoro przyjął pracę bez odpowiednich źródeł. Krytyka Peto była powszechna w Kanadzie i za granicą, a włączyła się w nią także Legislatura Ontario.
„To nie nauka, to ideologia. Jest całkowicie ahistoryczna, uważam ją za pełną przekłamań i fałszu, opiera się na nieprzemyślanej i bardzo marnej analizie. Graniczy z antysemityzmem. Jestem zszokowany, że byłaby akceptowalna przez prestiżowy uniwersytet”, skomentował kanadyjski historyk Irving Abella.
Pracownicy uniwersytetu i inni bronili Peto, twierdząc, że akademicka wolność słowa jest decydującą wartością. Peto przypisywała kontrowersje oszczerczym wysiłkom „prawicowych, proizraelskich grup i jednostek”. „Nie pierwszy to raz jestem obrzucana błotem przez proizraelskie grupy i jestem pewna, że nie ostatni”, powiedziała.
W komentarzu dla National Post, Rubenstein odpowiedział, że wbrew przekonaniu Peto, iż Marsz Żywych jest programem „rasistowskim”, „ostatnio opublikowane, niezależne badania wykazują niezwykle pozytywny, długofalowy wpływ Marszu Żywych na uniwersalne wartości. W zakresie przestrzegania praw człowieka (zwalczania masowych mordów i walki z rasizmem w ogóle) odnotowano wzrost o 89% od czasu ich [studentów] udziału w Marszu Żywych. 87% odczuwało wzrost tolerancji wobec innych grup po doświadczeniach związanych z programem. Ci sami ankietowani studenci odpowiedzieli, że po podróży czuli większe przywiązanie do swojej żydowskiej tożsamości i Izraela, opisując przywiązanie do Izraela i prawa człowieka jako wzajemnie kompatybilne wartości”.
Wielu Kanadyjczyków, którzy przeżyli Holocaust, mówiło, że są „mocno dotknięci” i „całkowicie zdegustowani” poglądami Peto.

## Publikacje
„Świadkowie: Światło pamięci niosą następne pokolenia” to wielkoformatowy album, wydany przez Agorę, inspirowany wystawą Organizacji Narodów Zjednoczonych z 2014 roku prezentującą Ocalałych z Holocaustu i ich odczucia oraz uczniów, którzy uczestniczyli w Marszu Żywych od 1988 roku, jak również studentów uczestniczących w Marszu Pamięci i Nadziei od roku 2001. Wystawa i książka mają na celu edukować nowe pokolenie o okrucieństwach II wojny światowej. Książka opatrzona jest wstępem Papieża Franciszka. Prace nad tłumaczeniami na kilka języków obcych zostały zakończone lub są już w toku. Książka jest interaktywna - na smartfonie można oglądać zdjęcia ocalałych opatrzone odnośnikami do ich świadectw na stronach WWW Instytutu Historii Wizualnej i Edukacji Fundacji Shoah, USC lub Projektu Archiwizacji Cyfrowej Marszu Żywych.
„Dla Was, którzy odeszliście, muszę żyć dalej: Refleksje na temat Marszu Żywych” zostały opublikowane w 1994 roku przez Mosaic Press i otrzymały nagrodę literacką Canadian Jewish Book Award.

## Wystawy

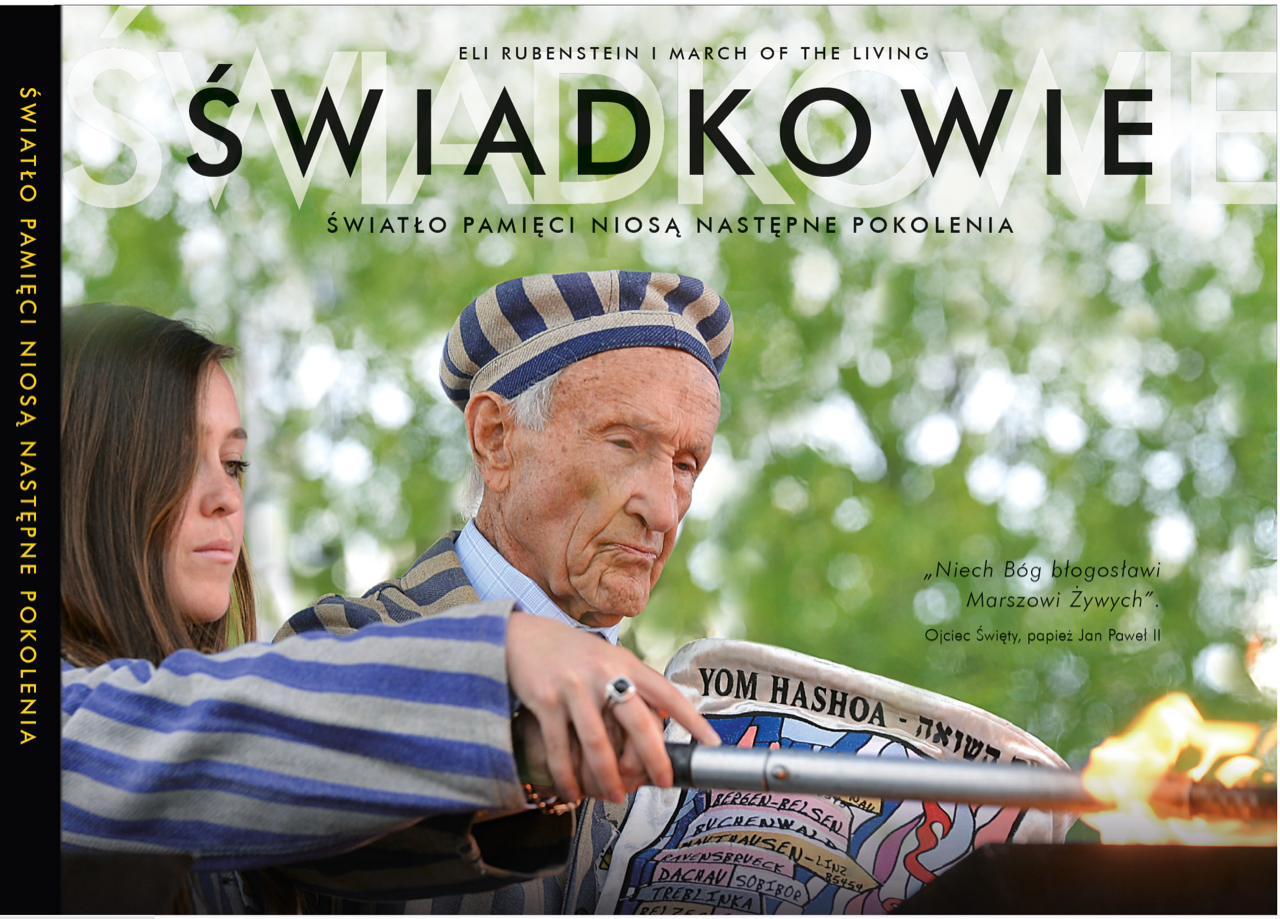
Okładka wydania polskojęzycznego „Świadków” ze zdjęciem Ocalałego Edwarda Mosberga, gdy wraz z wnuczką zapalają pochodnię pamiątkową w czasie Marszu Żywych w Auschwitz-Birkenau

W 2014 roku, wraz z dr Larą Silberklang, Rubenstein stworzył wystawę poświęconą Holocaustowi pt. „Kiedy słuchasz świadka, stajesz się świadkiem”, którą wystawiano w Organizacji Narodów Zjednoczonych przez trzy miesiące na początku 2014 roku. Za sprawą wysiłków Aharona Tamira, wiceprzewodniczącego Międzynarodowego Marszu Żywych, wystawa została następnie zmodyfikowana, przetłumaczona na język hebrajski oraz polski i wystawiona w Państwowym Muzeum Auschwitz-Birkenau w centrum Oświęcimia. Na początku 2017 roku była prezentowana w Muzeum Historii Żydów Polskich Polin. Można ją było także oglądać w Schwartz-Reisman Centre w Toronto na początku 2016 roku.

## Projekt Archiwizacji Cyfrowej Marszu Żywych
W roku 2013, razem z reżyserką filmową Naomi Wise i przewodzącym społeczności Evanem Zelikovitzem, Rubenstein zapoczątkował Projekt Archiwizacji Cyfrowej Marszu Żywych. Jego celem jest zbieranie świadectw na temat Holocaustu od kanadyjskich Ocalałych, którzy uczestniczyli w Marszu dokładnie w tych samych miejscach, gdzie rozgrywały się ich historie. Poza gromadzeniem tysięcy godzin nagrań opowieści kanadyjskich Ocalałych z Holocaustu, które już istnieją, w ramach projektu wysyła się kamerzystów do Polski na odbywające się tam Marsze Żywych by nagrywali historie Ocalałych, kiedy ci dzielą się nimi z uczniami. Filmy Projektu Archiwizacji Cyfrowej Marszu Żywych są wyświetlane w Kanadzie i na świecie, z udziałem Organizacji Narodów Zjednoczonych, kanadyjskiego Parlamentu, Kanału Dokumentalnego CBC, w  Muzeum Historii Żydów Polskich Polin w Warszawie, w innych częściach Polski i w innych miejscach.

## Najważniejsze wyprodukowane/wyreżyserowane filmy

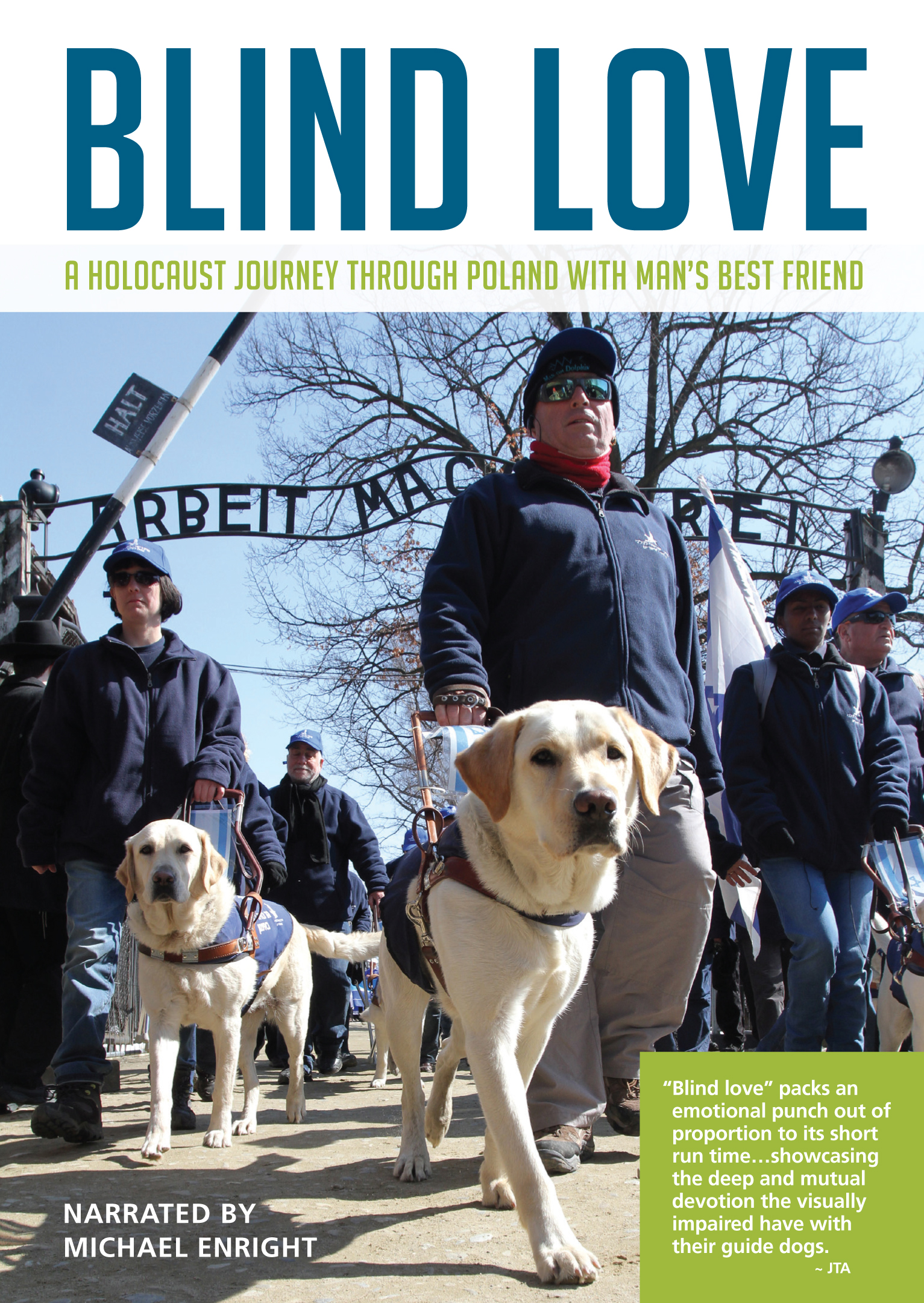
Przednia okładka wydania DVD „Blind Love”

„Blind Love - Ślepa miłość: Droga do Auschwitz z najlepszym przyjacielem człowieka”, dokument, który relacjonuje podróż do Polski by uczyć się o Holokauście sześciu niewidomych Izraelczyków, którym towarzyszą ich psi przewodnicy. Film miał swoją premierę w listopadzie 2015 roku podczas specjalnego pokazu zorganizowanego wspólnie z Żydowskim Festiwalem Filmowym w Toronto. Był on również wyświetlany na Kanale Dokumentalnym kanadyjskiej CBC.
- The Heroism of Hannah Senesh[29]
- I Am Anne Frank[30]
- Anne Frank:70 Years Later[31]
- To Live and Die with Honor: The Story of the Warsaw Ghetto Uprising[32]
- Requiem for the Warsaw Ghetto[33]
- Lay Down Your Arms[34]
- Auschwitz-Birkenau: 70 Years After Liberation; A Warning to Future Generations[35]
- Candles of Kindness[36]
- Twice Liberated[37]
- Czeslawa & Olga[38]
- 100,000 Souls: The Legacy of Raoul Wallenberg[39]
- Without a Doubt - The Story of Franciszek Pasławski[40]
- Kindred Strangers - Matylda Liro & Michael Bulik[41]
- 7 Days of Remembrance and Hope[42]

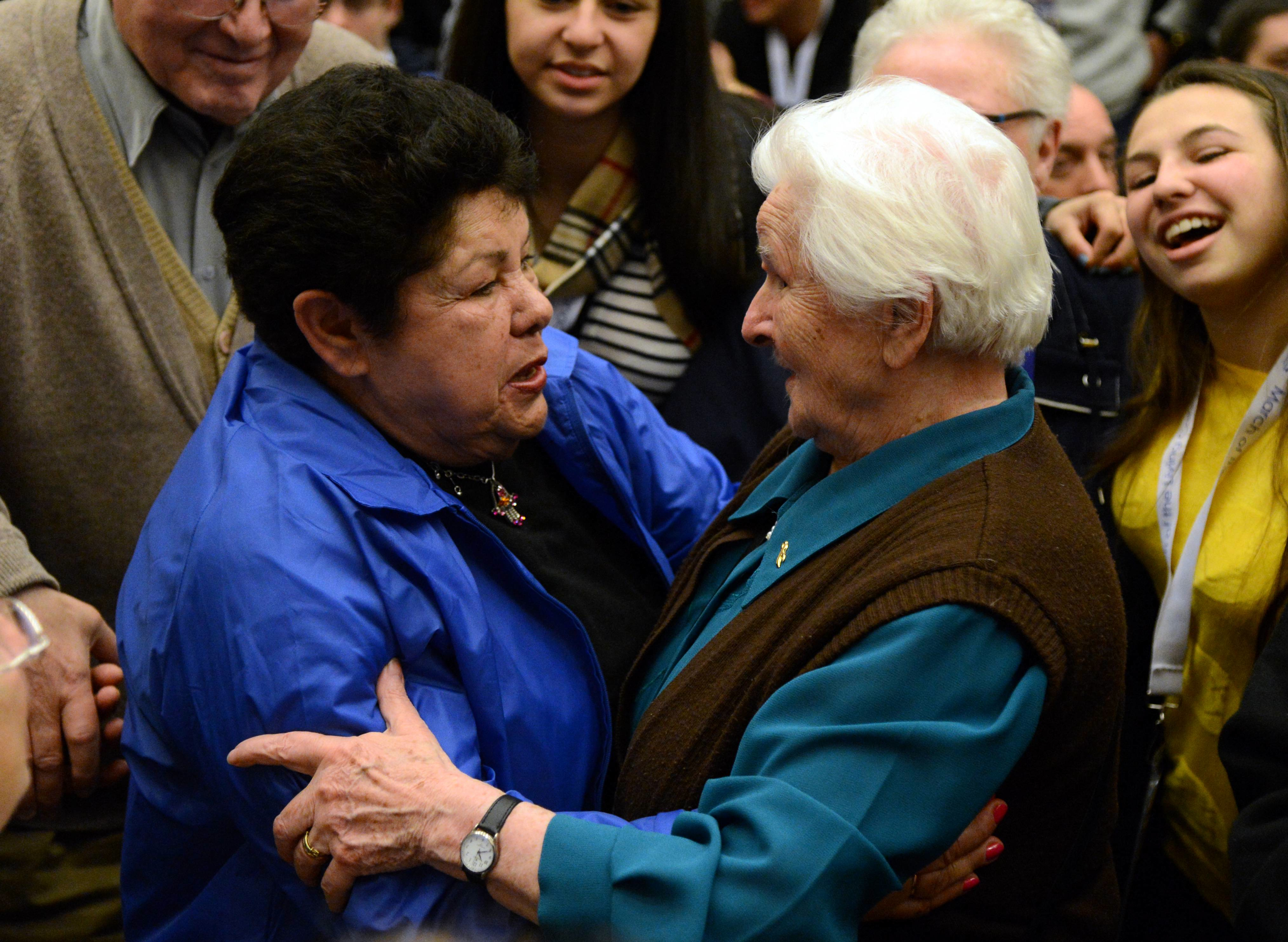
Sprawiedliwa Wśród Narodów Świata Czesława Żak ściska Ocalałą z Holocaustu Miriam Zakrojczyk

Rubenstein przeprowadził wywiady ze znanymi kanadyjskimi Ocalałymi z Holocaustu tworząc serię opowieści o wyzwoleniu, między innymi z Nate’em Leipcigerem (autorem „The Weight of Freedom”), Maxem Eisenem (autorem „By Chance Alone”), Pinchasem Gutterem (o którym nakręcono filmy „The Void” oraz „Political, Polish Jew: The Story of Pinchas Gutter” i który działa na rzecz  Shoah Foundation's New Dimensions w ramach projektu Testimony Hologram), Elly Gotz, Anitą Ekstein, Sally Wasserman, Faigie Libman, Davidem Shentowem i wieloma innymi.
Rubenstein zapoznał wielu kanadyjskich Ocalałych z Holocaustu z sędzią Thomasem Waltherem, niemieckim łowcą ostatnich żyjących nazistów. W 2015 roku, biorąc pod uwagę zeznania Ocalałych na procesie Oskara Gröninga, Niemca służącego w SS w Auschwitz, Walther doprowadził do skazania Gröninga. Znany jako „księgowy Auschwitz”, Gröning został uznany za winnego współudziału w zamordowaniu ponad 300.000 węgierskich Żydów i skazany na cztery lata więzienia przez niemiecki sąd.
Rubenstein przeprowadził wywiad także z kanadyjskim ocalałym ze szkoły z internatem, wodzem Rodneyem Monague’em (1943-2013) z  Christian Island.

## Przeprosiny za „St. Louis”

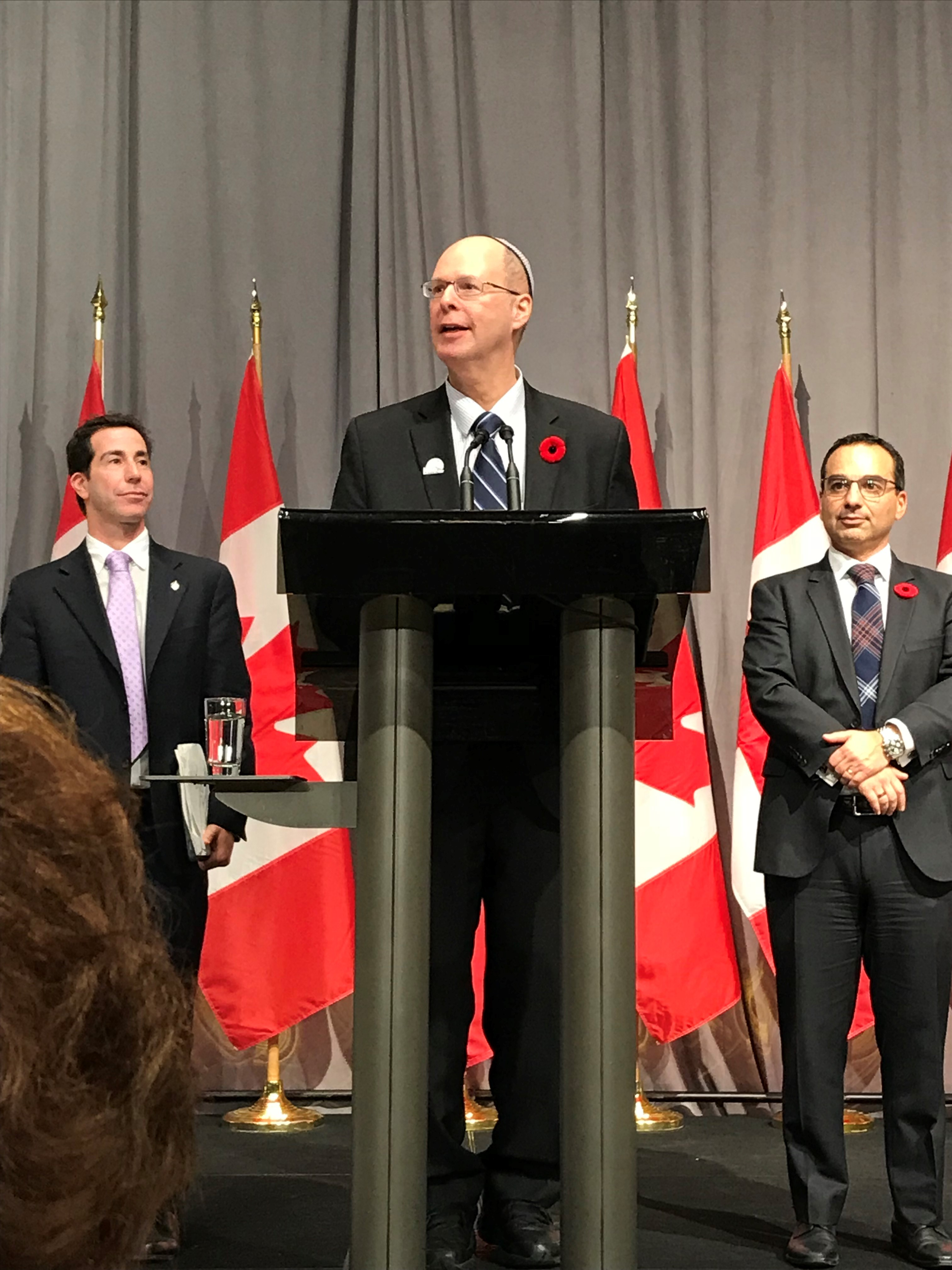
Eli Rubenstein przemawia na uroczystości zorganizowanej przez rząd z okazji przeprosin za MS St. Louis, w otoczeniu liberalnych posłów Anthony’ego Housefathera i Michaela Levitta

7 listopada 2018 rząd premiera Kanady Justina Trudeau, wygłosił historyczne przeprosiny za udział Kanady w Holokauście skierowany przeciwko Żydom, w tym za nieprzyjęcie statku MS St. Louis.
Przemawiając w Ottawie na specjalnej ceremonii po tym wydarzeniu, podczas której premier, kilku ministrów i Ocalały z „St. Louis” wygłosili swoje przemowy, Rubenstein pochwalił rząd, podsumowując:
„Spytałem Ocalałego, którego znam z Toronto, co myśli o dzisiejszym dniu. Odpowiedział, że 'to najwspanialszy gest, jaki rząd mógł kiedykolwiek uczynić' i ta opinia była powtarzana przez wielu innych Ocalałych, z którymi rozmawiałem. Jaką micwę, jaki dobry uczynek zrobił tu dziś nasz rząd! Świętej pamięci Elie Wiesel kiedyś powiedział: ‘Wielu ludzi umiera dwa razy. Raz, kiedy umierają, drugi raz, gdy popadają w zapomnienie’. Tak więc, dziękuję Szanownemu Panu Premierowi i oczywiście wszystkim innym naszym włodarzom za zapewnienie, że te ponad 250 ofiar z „St. Louis”, z których wiele zginęło w Auschwitz/Birkenau, Sobiborze i innych miejscach, nie zostanie nigdy zapomnianych, że nie umrą oni po raz drugi”.
Skomentował także tę decyzję dla Canadian Jewish News, pisząc: „Należy bić brawo naszemu państwu i politykom przez nas wybranym za ich umiejętność przyznania się do błędów Kanady i wytyczenia nowej drogi, którą chcą podążać. Kraje, dokładnie tak jak ludzie, mogą dokonać micwy teszuwy (pokuty)”.
Podczas swojego wystąpienia w Ottawie 27 stycznia 2019 roku, w ramach obchodów Międzynarodowego Dnia Pamięci o Ofiarach Holokaustu, organizowanych przez Library and Archives Canada, Rubenstein powiedział: „Nigdy nie było mi bardziej wstyd za to, że jestem Kanadyjczykiem niż wtedy, gdy po raz pierwszy przeczytałem ‘None is Too Many’ jako student Uniwersytetu York na początku lat osiemdziesiątych. Jednak nie byłem też nigdy bardziej dumny z tego, że jestem Kanadyjczykiem niż wtedy, gdy nasz rząd wyraził oficjalne przeprosiny za ten historyczny błąd.”

## Nagrody

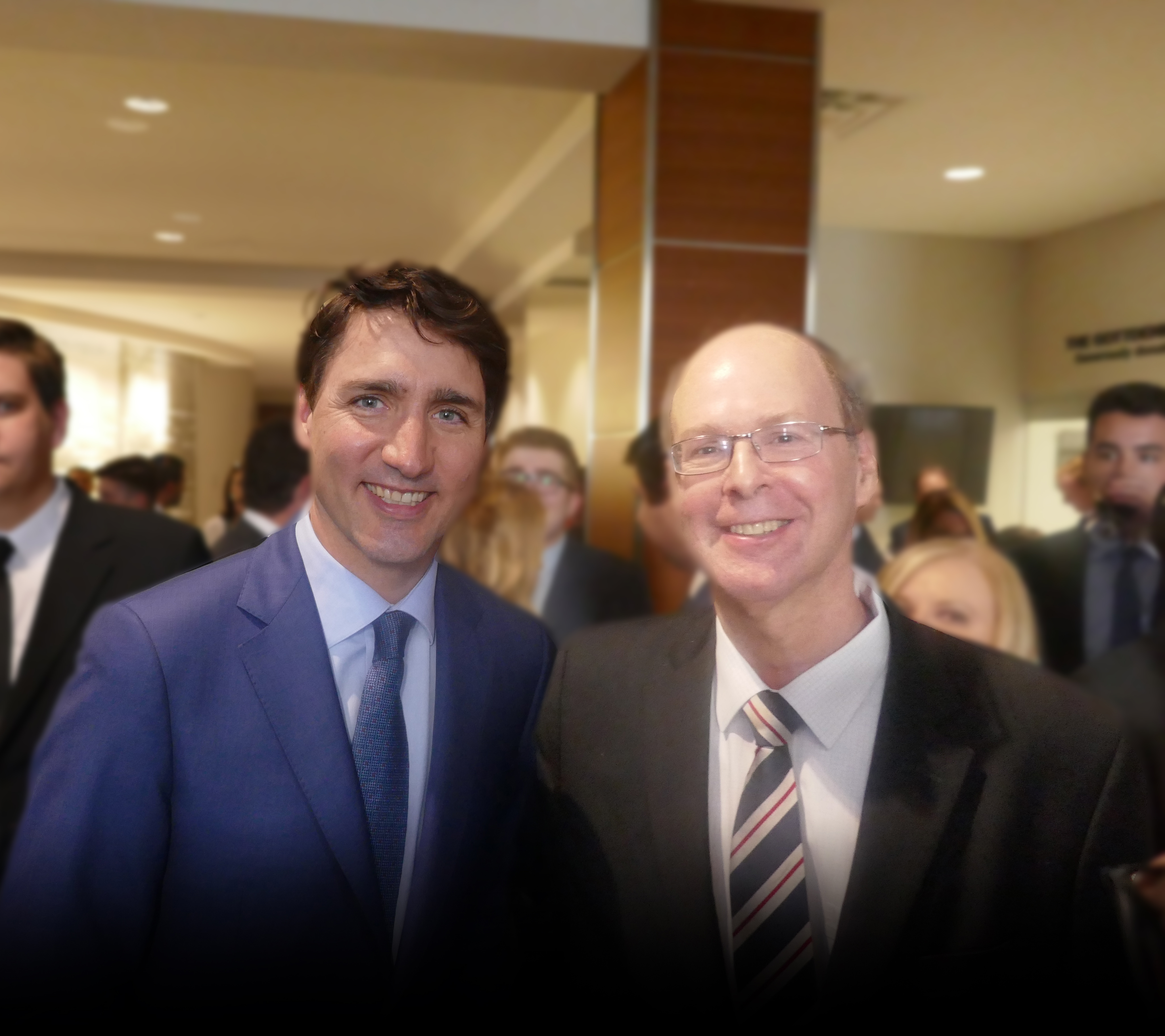
8 maja 2018. Eli Rubenstein otrzymał Nagrodę za Całokształt Dokonań przyznawaną przez Jewish Federations of Canada-UIA na wydarzeniu Marszu Żywych pod nazwą „To jest Nasze Dziedzictwo”, które miało miejsce w Toronto, w Kanadzie. Rok 2018 to dla Eliego Rubensteina kamień milowy – 30 lat działalności na rzecz Marszu Żywych.

1994 Nagroda literacka - Canadian Jewish Book Award
2008 Nagroda za dokonania w dziedzinie edukacji - Ve’ahavta Tikkun Olam Education Award
2013 Nagroda za dokonania w dziedzinie edukacji o prawach człowieka i Holokauście - Miklos Kanitz Holocaust and Human Rights Education Award

## Nagroda za Całokształt Dokonań
8 maja 2018 roku, Eli Rubenstein otrzymał Nagrodę za Całokształt Dokonań (Lifetime Achievement Award) przyznawaną przez Jewish Federations of Canada-UIA na wydarzeniu Marszu Żywych pod nazwą  „To jest Nasze Dziedzictwo” („This is Our Legacy”), które miało miejsce w Toronto, w Kanadzie.
Wydarzenie odbyło się na cześć Kanadyjczyków, którzy przeżyli Holocaust by wyróżnić ich za pracę na rzecz edukacji młodzieży na Marszu Żywych jak również na cześć Rubensteina by wyróżnić go za jego wkład w edukację na temat Holocaustu w Kanadzie przez ponad 30 ostatnich lat.
Podczas tego wydarzenia kanadyjski premier Justin Trudeau powiedział:
„Chcę oddać hołd niesamowitym zdolnościom przywódczym i poświęceniu Eliego Rubensteina, który kieruje Marszem od momentu jego powstania w 1988 roku.
Poprzez edukację i wsparcie przypomina nam o naszej zbiorowej odpowiedzialności za to, abyśmy – jako Żydzi i przyjaciele społeczności żydowskiej - zapewnili, że nigdy więcej zostanie zapomniane. Tak więc dziękuję ci, Eli, za wszystko, co zrobiłeś by edukować naszą młodzież”.